# Daniel Harvey Hill

Daniel Harvey Hill

Daniel Harvey Hill (* 12. Juli 1821 in York District, South Carolina; † 24. September 1889 in Charlotte, North Carolina) war Offizier im US-Heer und General im konföderierten Heer.

## Leben
Hill schloss 1842 erfolgreich sein Studium an der Militärakademie in West Point als 28. seines Jahrgangs ab und wurde zum 1. US Artillerieregiment versetzt. Mit diesem Regiment nahm er am Mexikanisch-Amerikanischen Krieg (1846–1848) teil, in dem er sich besonders hervortat. Für seine Tapferkeit in Contreras und Churubusco wurde er zum Hauptmann und für seine Verdienste in Chapultepec zum Major befördert. Am 28. Februar 1849 verließ er das Heer und wurde Professor der Mathematik am Washington College (heute Washington and Lee University) in Lexington (Virginia), Virginia. 1854 wechselte er zum Davidson College, N.C. und 1859 wurde er Direktor des North Carolina Military Institutes in Charlotte, N.C.
Bei Ausbruch des Bürgerkrieges wurde er, auf Seiten der Konföderierten kämpfend, zum Kommandeur im Range eines Obersten des 1. North Carolina Infanterieregiments ernannt. Mit diesem entschied er am 10. Juni 1861 das Gefecht bei Big Bethel für sich. Kurz darauf wurde er zum Brigadegeneral befördert. Ab März 1862 nahm er am Halbinsel-Feldzug unter General Joseph E. Johnston teil und kämpfte unter anderem bei Yorktown und Williamsburg.
Zum Generalmajor befördert – vom 26. März 1862 –, zeichnete er sich als Divisionskommandeur in der Schlacht von Seven Pines und in der Sieben-Tage-Schlacht besonders aus. Weiterhin nahm er an der zweiten Schlacht am Bull Run und an der Schlacht am Antietam teil. Zuvor ermöglichte Hill durch seinen hartnäckigen Widerstand am Übergang des South Mountain General Robert Edward Lee, die Flankenbedrohung durch die Garnison in Harpers Ferry zu beseitigen. Die Division Hills leistete einen erheblichen Beitrag in den Schlachten am Antietam und Fredericksburg.
Mit Voranschreiten des Krieges wuchs auch die Anzahl der Kriegsgefangenen (Prisoner of War) und ein Plan für deren Austausch wurde durch ein Kartell gelöst. Am 22. Juli 1862 trafen sich General John Adams Dix von der Union und General Daniel H. Hill von den Konföderierten, um über die Freilassung der Kriegsgefangenen zu verhandeln. Folgende Übereinkunft wurden erzielt: Wenn die eine oder andere Seite einen „Überschuss“ an Gefangenen machte, sollten diese gegen die Auflage (on parole) entlassen werden, keine Waffe mehr anzufassen, während Gefangenen im Austausch den Militärdienst wieder aufnehmen konnten.
Als die Nord-Virginia-Armee nach dem Tod von General Thomas J. Jackson neu organisiert wurde, bekam Hill kein Kommando über ein Korps. Wenig später, am 14. Juli 1863, wurde er schließlich zum Generalleutnant befördert und ersetzte General William Joseph Hardee als Kommandierender General unter General Braxton Bragg. Hardee wurde ausgewechselt, da dieser Bragg häufig kritisiert hatte. Auch Hill hatte Probleme mit Bragg und kritisierte diesen wiederholt. Hill kämpfte unter General Bragg auch in der Schlacht am Chickamauga. Der Mangel an Streben und die vielen Chancen, die Bragg hat verstreichen lassen, brachten Hill so in Rage, dass er Präsident Jefferson Davis vorschlug, Bragg abzulösen. Davis jedoch favorisierte Bragg, so dass letztlich Hill fallen gelassen wurde. Hill verlor sein Kommando und sein Rang wurde nie vom konföderierten Senat bestätigt, da Davis die erforderlichen Papiere nie weiterleitete.
Daniel H. Hill kehrte nach Virginia zurück und diente im Stab von General P. G. T. Beauregard als Freiwilliger. Später übernahm er das Kommando über eine Division in North Carolina und anschließend General Stephen Dill Lees ehemaliges Korps. Am 26. April 1865 kapitulierte er schließlich zusammen mit General Joseph E. Johnston.
1866 bis 1869 veröffentlichte Hill die Zeitschrift The Land We Love in Charlotte, welche sich mit gesellschaftlichen und historischen Themen beschäftigte, die im Süden großen Einfluss hatte. Von 1870 bis 1877 publizierte er das Magazin The Southern Home. Im Jahre 1877 wurde er Präsident der University of Arkansas, ein Posten, den er bis 1884 innehatte. Im selben Jahr wurde er zum Präsidenten des Military and Agricultural Colleges von Milledgeville, Georgia, ernannt.